# Паскуале Бруно
«Паскуале Бруно» или «Паскаль Бруно» (фр. Pascal Bruno) — приключенческая повесть (в некоторых источниках роман) французского писателя Александра Дюма-отца, опубликованная в 1837 году. Её действие происходит на Сицилии в начале XIX века.

## Сюжет
Действие «Паскуале Бруно» происходит в 1803—1805 годах. Заглавный герой — житель Сицилии, мать которого была изнасилована графом Кастельнуово. Отец Паскуале убивает графа, его за это казнят, а потом у Паскуале отбирают невесту Терезу, чтобы выдать за другого. Бруно просит помощи у графини Джеммы Кастельнуово, но та ему отказывает. Тогда он приходит на свадьбу со своим чернокожим слугой Али и убивает соперника. После этого Бруно начинает заниматься разбоем, причём обретает известность благодаря своей смелости и удаче; ходят слухи, будто он неуязвим благодаря союзу с ведьмой.
Спустя несколько месяцев Бруно приходится сдаться из-за предательства одного из своих товарищей. Его приговаривают к смерти, ночь перед казнью он проводит в часовне рядом с телом Терезы, которая, как выясняется, сошла с ума после гибели жениха. Бруно удаётся передать Али последнюю просьбу — отомстить графине Джемме, которая пришла посмотреть на казнь. В финале повести любовник графини находит в постели её обезглавленный труп.

## Создание и оценки
«Паскуале Бруно» был опубликован в газете La Presse в 1837 году (23 января — 3 февраля). В 1838 году он был опубликован в книжном формате, под одной обложкой с небольшими романами «Полина» и «Мюрат». Отдельно «Паскуале Бруно» никогда не издавался, и этим может объясняться его относительная неизвестность. К достоинствам повести критики относят динамичность повествования, эффектность ряда сцен, яркость местного колорита. В соответствии со вкусами эпохи разбойник здесь оказывается положительным персонажем, вызывающим сочувствие у читателя, а месть — единственно возможным способом восстановить справедливость. В Паскуале Бруно видят предшественника Эдмона Дантеса и героя новеллы Проспера Мериме «Коломба».